# Cubeatz
Cubeatz (* 15. März 1991 in Sindelfingen, bürgerlich Kevin Gomringer und Tim Gomringer) ist ein deutsches Hip-Hop-Produzenten-Duo. Bekannt wurden die Zwillingsbrüder unter anderem durch Produktionen für Rapper wie Eminem, Kollegah, Farid Bang, KC Rebell, Summer Cem und Shindy. Derzeit sind sie bei Sony ATV unter Vertrag.

## Biografie
Mit 19 Jahren platzierten Kevin und Tim Gomringer ihre ersten Produktionen auf dem Album Invictus des Rappers Farḍ, das Platz elf der deutschen Charts erreichte. In den darauffolgenden Jahren produzierten die Stuttgarter für erfolgreiche Alben wie Rebellution oder Jung, brutal, gutaussehend 2 von Farid Bang und Kollegah, für das sie eine Goldene Schallplatte bekamen.
Seit 2015 produzieren sie als Cubeatz für amerikanische Rapper wie Drake, Travis Scott, Gucci Mane und Lil Uzi Vert. Für das Album Mr. Davis von Gucci Mane, das im Herbst 2017 erschien, arbeiteten sie an den beiden Titel Work in Progress (Intro) und Jumped Out the Whip (feat. A$AP Rocky) mit den amerikanischen Produzenten Murda Beatz und Metro Boomin zusammen.

## Produktionen (Auswahl)

### 2011
- Bosca – Fighting Society
- Fard – Einsam, SOS, Dann bist du Häuptling und 60 Terrorbars Las Vegas auf Invictus
- Vega – So weit weg, Feuer und Freund sein auf Vincent

### 2012
- Haftbefehl – An alle Bloxx
- Vega – Intro
- Farid Bang – Weißer Krieger
- PA Sports (Vom Glück zurück) – Narben der Zeit Single
- Pa Sports – Schick mir ein Zeichen Single
- Pa Sports – Eiskalt
- KC Rebell – Intro, 123, Weiße Fee, Rotblaues Licht, Adler und Outro auf Rebellismus
- SadiQ & Dú Maroc – Outro
- LaCrim – R.I.P.R.O.
- LaCrim (Faites entrer) – Sta Iv
- LaCrim – Outro
- Silla – Genau wie du
- Pa Sports (Machtwechsel) – Intro
- Pa Sports – Majid Single
- LaCrim (Toujours le même) – Intro
- LaCrim – Un arabe à Miami Single

### 2013
- Fard feat. Bobby Valentino – Zu spät / I remember Single
- Haftbefehl feat. Celo&Abdi, Capo & Veysel – Locker Easy Single
- Kollegah & Farid Bang – Town, die nie schläft auf Jung, brutal, gutaussehend 2
- KC Rebell – Skit Traum und Kopfkino (feat. Vega & Pa Sports) auf Banger Rebellieren
- Timeless – Der Morgen danach feat. Vega Single
- Dú Maroc – Face Off
- Massiv – Power Power feat. Nazar
- Animus – Keine Rücksicht, Beastmode, Ich bin da für dich und Die schwerste Schlacht auf Maskulin Mixtape, Vol. 3
- Bosca – Solange es schlägt
- Majoe & Jasko (Majoe vs. Jasko)
- Kurdo – Angst auf Slum Dog Millionaer
- Pa Sports – Lass los feat. Mehrzad Marashi
- Pa Sports – Outro
- Hamad45 – (Mundpropaganda)

### 2014
- Olexesh – Bruder wenn ich reich bin feat. Fard
- Kurdo – Angst
- Fard & Snaga – Mitternacht Single
- Fard & Snaga – Gesetz der Rache
- PA Sports feat. Mehrzad Marashi – Lass los Single
- KC Rebell – Auge, Bist du da (feat. Manuellsen), Hayvan (feat. Summer Cem) und Rebell Army auf Rebellution
- PA Sports feat. Kianush – Die Gang
- PA Sports feat. Kianush – Blutiger Pfad
- PA Sports feat. Kianush – Wild Wild West
- Majoe feat. Jasko – Bastard
- Majoe feat. KC Rebell & Summer Cem – Manchmal
- Summer Cem – 100 Single
- Summer Cem feat. KC Rebell – Morphium Single
- Summer Cem – #teamsummer (outro) Single
- Summer Cem – HAK (Intro)
- Summer Cem – Aboow
- Summer Cem – Vor der Rolex
- Summer Cem – Kopf hoch Bitch
- Summer Cem – Regenbogen
- Summer Cem feat. Kurdo – Magic Casino
- Summer Cem – Zusammen stehen\ Zusammen fallen
- Summer Cem – Cems Bond
- Summer Cem – Ohne Dich
- Summer Cem – Bitch better have my Para
- Kool Savas – Limit auf Märtyrer

### 2015
- Farid Bang – FDM
- Vega – 1312
- Vega – HipHop & Rap
- KC Rebell – Porzellan
- Meek Mill feat. Drake – R.I.C.O.
- G-Eazy – Oh Well
- PA-Sports – Am Ziel
- Joell Ortiz – Human (Intro)
- Hanybal – Money
- Fard – Huckleberryfinnphase

### 2016
- Drake – Summer Sixteen
- Drake – Hype auf Views
- Schoolboy Q – THat Part (feat. Kanye West)
- Juicy J & Wiz Khalifa – I See It I Want It, Bossed Up, She in Love, Stay the Same und Cell Ready auf TGOD Mafia: Rude Awakening
- Snoop Dogg – Coolaid Man
- Dreezy – Spazz
- PartyNextDoor & Jeremih – Like Dat (feat. Lil Wayne)
- 21 Savage – No Heart auf Savage Mode
- French Montana – No Shopping (feat. Drake)
- Juicy J – Ballin (feat. Kanye West)
- Travis Scott – coordinate (feat. Blac Youngsta), through the late night (feat. Kid Cudi), sweet sweet und goosebumps (feat. Kendrick Lamar) auf Birds In The Trap Sing McKnight
- Lil Uzi Vert – Grab The Wheel auf Lil Uzi Vert vs. the World
- Kool Savas – On & On (feat. PA Sports, Gentleman & Vega) auf Essahdamus

### 2017
- Kodak Black – Tunnel Vision
- Nicki Minaj, Drake & Lil Wayne – No Frauds
- Drake – No Long Talk (feat. Giggs) und Portland (feat. Quavo & Travis Scott) auf More Life
- Migos, Nicki Minaj & Cardi B – MotorSport
- Huncho Jack, Jack Huncho, Travis Scott (Rapper), Quavo – Go, Moon Rock, Where U From
- Kodak Black – Roll in Peace
- Nav – Did You See Nav?, Need Some
- 21 Savage & Offset - Still Serving
- 21 Savage - My Choppa Hate Niggas

### 2018
- Rich Brian ft. Offset – Attention
- Kendrick Lamar & Travis Scott - Big Shot
- Vic Mensa, Valee – Dim Sum
- Rich The Kid – Bring It Back
- Future, Gunna & Young Thug – Money Train
- 6ix9ine ft. Nicki Minaj & Murda Beatz – FEFE
- Travis Scott – Sicko Mode
- Smokepurpp ft. Lil Pump – Nephew
- XXXTentacion – I don't let go
- Logic – Everybody Dies
- Mac Miller - Programs

### 2019
- Don Toliver - No Idea
- Shindy – Affalterbach
- Future – Call the Coroner
- Lil Pump – Vroom Vroom Vroom
- Tory Lanez – Melee

### 2020
- Tyga - Vacation
- City Girls - Flewed Out

- Youngboy Never Broke Again - Reaper's Child
- Fivio Foreign & Polo G - Bop It
- Nicki Minaj & Youngboy Never Broke Again - What That Speed Bout!?
- 2 Chainz - Lambo Wrist
- 2 Chainz - Feel a Way
- Lil Wayne - Kam
- Jack Harlow - Face of My City
- Shindy – Sony Pictures

### 2021
- Lil Skies - Mhmmm
- Only The Family - Toxic
- Lil Tjay - Go Crazy
- Young Thug - Pots N Pans
- Migos - Jane
- G Herbo - I Don't Wanna Die
- G Herbo - Demands

- Shindy - Mandarinen
- Kanye West - Remote Control pt 2

### 2024
- Kanye West - DO IT
- Conway The Machine - Ten/Rya Interlude